# Pascal Breton
Pour les articles homonymes, voir Breton (homonymie).
Pascal Breton est un producteur français de programmes audiovisuels (fiction, documentaire, programmes jeunesse) et films de cinéma. Il est notamment à l'origine de la série télévisée Sous le soleil diffusée entre 1996 et 2008 sur TF1.
Il est l'ancien président de Marathon Media Group, qu'il a co-créé et co-dirigé avec Olivier Brémond pendant 18 ans et l'actuel fondateur et président de Federation Studios, anciennement Federation Entertainment,.

## Biographie
Titulaire d'un doctorat en sciences politiques obtenu à l'Institut d’études politiques de Paris, il produit à partir de 1981 plusieurs magazines télévisés pour les chaînes généralistes françaises, ainsi que Souris noire, une série jeune public de France 3 en 1987.
En 1988, il rejoint en qualité de directeur de la fiction et de l’animation Ellipse-Fiction (Canal+), qui produit dans les années 1990 des séries d'animation (Babar, Les Aventures de Tintin, Charlot) et de fiction (Zorro). En 1990, il crée avec Olivier Brémond sa propre société de production, Marathon Productions, qui devient Marathon Group en 2006.
Il est le scénariste et producteur de certains séries comme Les Intrépides, The Challengers, Dolmen, Suspectes et 5 Sœurs. C'est lui qui supervise Sous le soleil de 2003 à 2007.
Chez Zodiak, Pascal Breton est nommé vice-président pour la fiction. Il supervise la distribution de Millennium, ainsi que la production de la série Versailles (Capa, Canal +).
En 2013, il lance Federation Entertainment, un nouveau studio de production et de distribution dédié aux séries premium françaises et internationales. Il produit la première série française de Netflix Marseille, tout comme Le Bureau des légendes et Bardot.
Pascal Breton a été consacré par le magazine américain Variety, qui l’a placé dans son palmarès 2017 des 500 personnalités les plus influentes de l’audiovisuel mondial. Il a par ailleurs reçu une Médaille d’Honneur au MipTV 2018 pour sa contribution à l’industrie internationale des programmes.
En 2024, il a été nommé Chevalier de l'Ordre national du Mérite pour sa contribution à l'industrie audiovisuelle française.

## Filmographie
| Année       | Titre                                                             | Rôle                                     | Notes                                                               |
| ----------- | ----------------------------------------------------------------- | ---------------------------------------- | ------------------------------------------------------------------- |
| 1989        | Babar (série TV)                                                  | Producteur supervisateur                 | Gemini Awards du meilleur programme animé et série (1989,1990,1992) |
| 1991        | Tintin (série TV)                                                 | Coproducteur                             |                                                                     |
| 1995        | La Bande à Mozart (série TV)                                      | Producteur associé                       |                                                                     |
| 1995        | Alice Roy (série TV)                                              | Producteur executif                      |                                                                     |
| 1996        | Berjac: Coup de maître (téléfilm)                                 | Producteur                               |                                                                     |
| 1996-2008   | Sous le soleil (série TV)                                         | Créateur, producteur délégué, producteur | Rose d'Or, Best Soap and Best Performance- Soap- Female (2004)      |
| 1997        | Samba et Leuk le lièvre (série TV)                                | Producteur executif                      |                                                                     |
| 1997        | Le monde secret du père Noël (série TV)                           | Producteur executif                      |                                                                     |
| 1998 - 2000 | Mythic Warriors: Guardians of the Legend (série TV)               | Producteur executif                      |                                                                     |
| 2000        | Marsupilami (série TV)                                            | Producteur executif                      |                                                                     |
| 2001        | Queenie in Love                                                   | Producteur executif                      |                                                                     |
| 2002        | Ken Park                                                          | Producteur executif                      |                                                                     |
| 2005        | Tokyo Dogs (documentaire)                                         | Producteur                               |                                                                     |
| 2005        | Dolmen                                                            | Coproducteur                             |                                                                     |
| 2005        | 15/A (Série TV)                                                   | Producteur                               |                                                                     |
| 2007        | Suspectes (série TV)                                              | Producteur executif                      |                                                                     |
| 2008        | Pas de secrets entre nous (série TV)                              | Producteur et créateur                   |                                                                     |
| 2008        | L'aventure antibiotique: La revanche des microbes                 | Producteur                               |                                                                     |
| 2008        | Cinq soeurs (série TV)                                            | Créateur                                 |                                                                     |
| 2010        | Millennium (mini série)                                           | Producteur                               |                                                                     |
| 2014        | Sous le soleil de Saint-Tropez (série, spinoff de Sous le Soleil) | Coproducteur                             |                                                                     |
| 2018-2020   | Find me in Paris (série TV)                                       | Coproducteur                             |                                                                     |
| 2019        | Marianne (série TV)                                               | producteur                               |                                                                     |
| 2019        | Undercover (série TV)                                             | Coproducteur                             |                                                                     |
| 2019        | The grave (série tv)                                              | Producteur associé                       |                                                                     |
| 2015-2020   | Le Bureau des légendes (série TV)                                 | Coproducteur                             |                                                                     |
| 2015        | Versailles (série TV)                                             | Producteur                               |                                                                     |
| 2016        | Marseille (série TV)                                              | Producteur                               |                                                                     |
| 2019 - 2025 | Tropiques criminels (série TV)                                    | Producteur                               |                                                                     |
| 2021        | Le tour du monde en 80 jours (série TV)                           | Producteur associé                       |                                                                     |
| 2021        | Nadia (documentaire)                                              | Producteur                               |                                                                     |
| 2022        | Méditerranée, l'Odysée pour la vie (documentaire)                 | Coproducteur                             |                                                                     |
| 2023        | Bardot (série TV)                                                 | Producteur                               |                                                                     |
| 2024        | The Agency (série TV)                                             | Producteur associé et co-distributeur    |                                                                     |